# Zona Franca da Madeira
O Centro Internacional de Negócios da Madeira (CINM), formalmente conhecido como Zona Franca da Madeira, é um conjunto de benefícios fiscais autorizados pelo Decreto-Lei 500/80 em 1980, legislado em 1986 e alterado ao longo dos anos pelo governo português a favor da Região Autónoma da Madeira. Os seus objetivos são atrair investimentos estrangeiros para a região e internacionalizar as empresas portuguesas, permitindo-lhes beneficiar de uma das mais baixas taxas de imposto corporativo na Europa e nos países membros da OCDE.
Desde 1987, o CINM se encontra concessionado a uma empresa privada, a Sociedade de Desenvolvimento da Madeira S.A. (conhecida como SDM), na qual o Governo Regional da Madeira detém atualmente 48,86% das ações. O outro principal acionista é o Grupo Pestana, com 51,14% das ações. Em janeiro de 2020, a Vice-Presidência do Governo Regional da Madeira anunciou a sua intenção de adquirir 51% das ações da SDM.A SDM tem como principais funções a promoção global do CINM, a construção e manutenção de infraestruturas na Zona Franca Industrial e a gestão administrativa do sistema.
O Registo Internacional de Navios da Madeira (MAR), criado pelo governo português para desenvolver sua Economia azul, encontra-se associado ao CINM. Actualmente o MAR é um dos dos maiores  registos de navios e iates da Europa, aceitando o registo de todos os tipos de veículos comerciais. Em 2016, o MAR possuía um total de 516 navios registados. O registo oferece os benefícios fiscais do CINM para companhias de navegação e navios, plataformas de petróleo e iates, incluindo um sistema próprio de hipotecas e acesso à cabotagem continental e insular na Europa.

## Aprovação da União Europeia
O CINM foi criado no ano em que Portugal se tornou um estado membro da União Europeia. Os benefícios fiscais aprovados para a Região Autónoma da Madeira foram considerados auxílios de estado sob a legislação da UE e sujeitos à aprovação da Comissão Europeia.
A aprovação desses benefícios fiscais pela Comissão Europeia é coberta pelo artigo 349 do Tratado sobre o Funcionamento da União Europeia, que estabelece que medidas específicas devem ser implementadas nas regiões ultraperiféricas da UE para compensar situações estruturais, sociais e económicas. caracterizadas por "afastamento, insularidade, tamanho pequeno, topografia e clima difíceis, dependência econômica de alguns produtos, cuja permanência e combinação restringem gravemente seu desenvolvimento". Entre as medidas previstas no tratado está a criação de zonas de comércio.
O CINM é regulado e supervisionado por autoridades portuguesas (Governo Regional da Madeira, Autoridade Tributária e Aduaneira e pelo Sistema de Segurança Social) e autoridades da europeias (principalmente a Direção-Geral da Concorrência). Através do MIBC, a Madeira tornou-se a única jurisdição em Portugal a permitir a incorporação de relações de confiança (uma relação fiduciária de direito comum que não existe na lei portuguesa). Numa confiança madeirense, o estabelecimento designa a lei que regula a confiança.

## Setores de Atividade
- Zona Franca Industrial (ZFI)– Trata-se de um parque industrial que proporciona tanto à indústria nacional como internacional um conjunto de infraestruturas apropriadas à produção e armazenamento industrial por um baixo custo acompanhado de benefícios fiscais e aduaneiros.
- Registo Internacional de Navios (MAR) – Permite o registo de navios de comércio e de embarcações de recreio proporcionando benefícios fiscais e operacionais às embarcações que se registem.
- Serviços Internacionais – Actividades de comércio internacional e prestação de serviços em geral.

### Atividades económicas admitidas
Os Estatutos dos Benefícios Fiscais contêm uma lista de atividades econômicas que podem se beneficiar dos benefícios fiscais aplicáveis às empresas licenciadas no CINM:
| Actividade Económica | Classificação estatística das atividades económicas na União Europeia | Licencimento CINM |
| --- | --- | ----------------- |
| Indústria | Seccção D | SIM               |
| Produção e distribuição de eletricidade, gás e água | Seccção E, divisões 36, 37, 38 e 39 | SIM               |
| Atividades comerciais gerais | Seccção G, divisões 45 e 46 | SIM               |
| Transporte e comunicações | Seccção H, divisões 49, 50, 51, 52 e 53; Seccção N, divisão 79; Seccção J, divisão 61 | SIM               |
| Atividades e serviços imobiliários prestados a empresas | Seccção N, divisões 68 e77; Seccção J, divisões 58, 59, 60, 62 and 63; Seccção C, divisão 33; Seccção S, divisão 95; Seccção M, divisões 69, 70, 71, 72, 73 e 74; Seccção N, divisão 77, grupo 77.4; Seccção N, divisões 78, 80, 81 e 82; Seccção P, divisão 85, grupo 85.6, classe 8560; Seccção K, divisão 64, grupo 64.2, classe 64.20 | SIM               |
| Ensino e outras atividades educacionais | Seccção P, divisão 85, grupo 85.3, classe 85.32; Seccção P, divisão 85, grupos 85.4, 85.5 e 85.6 | SIM               |
| Outros serviços prestados a empresas em geral | Seccção E, divisião 37; Seccção J, divisões 59, 60 e 63; Seccção R, divisões 90, 91, 92 e 93; Seccção P, divisão 85, group 85.5, classe 85.51; Seccção N, divisões 78 e 79; Seccção S, divisão 96; Seccção R, divisão 91, class 91.04; Seccção J, divisão 94, grupo 94.9, classe 94.99.                                                   | SIM               |
| Entidades que exercem atividades intragrupo e cuja atividade principal está incluída nas subdivisões 70.10 "Atividades da matriz" ou 70.22 "Atividades comerciais e outras atividades de consultoria de gestão" da seção e entidades cuja atividade principal está incluída na seção K "Finanças e seguros Atividades" | Entidades que exercem atividades intragrupo e cuja atividade principal está incluída nas subdivisões 70.10 "Atividades da matriz" ou 70.22 "Atividades comerciais e outras atividades de consultoria de gestão" da seção e entidades cuja atividade principal está incluída na seção K "Finanças e seguros Atividades"                    | NÃO               |
| Entidades que exercem atividades nos setores de aço e fibras sintéticas, conforme definidas nos pontos 43 e 44 do artigo 2.o do Regulamento (UE) n.o 651/2014 da Comissão, de 17 de junho de 2014, e nos setores da construção naval e naval, no termos da alínea a) do artigo 13º do mesmo regulamento                | | NÃO               |
| Entidades que exercem atividades nos setores da agricultura, silvicultura, pesca, aquicultura e mineração, nos termos das alíneas i) e ii) da alínea c) do artigo 13 do Regulamento (UE) nº 651/2014 da Comissão, de 17 de junho de 2014                                                                               | | NÃO               |
| Entidades consideradas "empresas em dificuldade", nos termos do artigo 2.o, ponto 18, do Regulamento (UE) n.o 651/2014 da Comissão, de 17 de junho de 2014 | | NÃO               |
| Entidades sujeitas a uma ordem de recuperação pendente na sequência de uma decisão da Comissão Europeia que declara um auxílio específico como ilegal e incompatível com o mercado interno | | NÃO               |

## Benefícios Fiscais
Desde os anos 80, que os benefícios fiscais associados ao CINM evoluíram. O seu principal princípio é a redução das taxas de Imposto sobre o Rendimento de Pessoas Colectivas (IRC).
De acordo com o atual conjunto de benefícios fiscais aplicáveis aos benefícios fiscais do CINM, a taxa aplicável de imposto sobre o rendimento das pessoas coletivas devidamente licenciadas para operarem no CINM é de 5% sobre o lucro tributável. No entanto, se a empresa realiza actividades comerciais com outras empresas portuguesas que não estão licenciadas para operar no CINM, a taxa de imposto sobre lucros é de 20% normal.
Como as empresas licenciadas no CNIM são, para todos os efeitos legais, empresas portuguesas, as mesmas podem também qualificar (sob certas condições) para o regime de isenção de participação luso-europeu aplicável a dividendos e às mais valias.

### Principais benefícios fiscais
| Benefícios Ficais | Taxa de Imposto | Condições para Aplicabilidade dos Benefícios Fiscais |
| --- | --------------- | --- |
| Imposto sobre o Rendimento de Pessoas Colectivas (IRC) | 5%              | Aplicável aos lucros derivados de operações realizadas exclusivamente com entidades não residentes ou com outras empresas que operam no CINM.                                                                                        |
| Rentenção na fonte sobre a distribuição de dividendos | 0%              | Aplicável apenas a acionistas individuais e corporativos não residentes de empresas MIBC e desde que não sejam residentes em jurisdições que constem da lista negra compilada pelo Ministério das Finanças.                          |
| Mais-valias pagas aos accionistas | 0%              | Aplicável apenas àqueles que não são residentes em jurisdições da lista negra. |
| Pagamento de juros | 0%              | N/A |
| Pagamento de royalties | 0%              | N/A |
| Pagamento de serviços | 0%              | N/A |
| Imposto de Selo | 80% de isenção  | Documentos, contratos e outras operações que requerem registro público realizado por empresas do CINM, desde que outras partes envolvidas não sejam residentes em território português ou empresas que operam dentro no âmbito CINM. |
| Imposto municipal sobre imóveis, imposto municipal sobre transferências de imóveis, sobretaxa regional e municipal, bem como quaisquer outros impostos locais | 80% de isenção  | N/A |

#### Requisitos de substância
A concessão dos benefícios fiscais encontra-se condicionada ao cumprimento de determinados requisitos estabelecidos pela Comissão Europeia, nomeadamente à criação de postos de trabalho, de acordo com escalões predefinidos.
De forma a beneficiarem das reduções fiscais, as empresas licenciadas no CINM terão que cumprir com um dos seguintes requisitos
- Criação de um até cinco postos de trabalho, em regime full-time, nos seis primeiros meses de actividade e realização de um investimento mínimo de €75.000 na aquisição de activos fixos, tangíveis ou intangíveis, nos dois primeiros anos de actividade;
- Criação de seis ou mais postos de trabalho, em regime full-time, nos primeiros seis meses de actividade.

Ainda relativamente aos postos de trabalho estes têm que ser ocupados por residentes fiscais na Região Autónoma da Madeira.
Por outro lado, as taxas reduzidas de IRC serão aplicáveis até a um limite máximo, aplicável sobre a matéria colectável, determinado em função do número de postos de trabalho mantidos pelas empresas, nos termos seguintes:
| Postos de Trabalho | Investimento Mínimo em Ativos Fixos Tangíveis ou Intangíveis | Limite       |
| 1 - 2              | €75.000                                                      | €2.730.000   |
| 3 a 5              | €75.000                                                      | €3.550.000   |
| 6 a 30             | N/A                                                          | €21.870.000  |
| 31 a 50            | N/A                                                          | €35.540.000  |
| 51 a 100           | N/A                                                          | €54.680.000  |
| Mais de 100        | N/A                                                          | €205.500.000 |

Adicionalmente, as empresas estarão sujeitas a um dos seguintes limites máximos anuais aplicáveis aos benefícios fiscais previstos no presente regime: 
- 20,1% do valor acrescentado bruto obtido anualmente, ou
- 30,1% dos custos anuais de mão de obra incorridos, ou
- 15,1% do volume anual de negócios.

### Trusts
Além das regras únicas aplicáveis aos trusts no CNIM, os trusts estão totalmente isentos de tributação dos dividendos recebidos de ações, royalties ou juros recebidos sobre os depósitos e toda a receita (não financeira) distribuída do administrador aos beneficiários do trust é totalmente isenta tributação, desde que esses beneficiários sejam entidades corporativas licenciadas para operar na MIBC ou entidades ou indivíduos não residentes em terriitório português.

### Registo Internacional de Navios

#### Benefícios associados à tripulação
De acordo com as regras do CINM, as companhias de navegação com embarcações registadas no MAR e sua respectiva tripulação não portuguesa estão isentas de fazer contribuições para a segurança social portuguesa, sob a condição de que alguma forma de seguro privado lhes seja garantida. Como alternativa, os tripulantes podem optar pelo regime voluntário de segurança social português ou por qualquer outro tipo de regime de protecção social. Além destes benefícios, a tripulação de embarcações comerciais e iates registados no MAR também está isenta de imposto de sobre o rendimento das pessoas singulares (IRS).
No caso de iates, não há requisitos de cidadania impostos à tripulação de um iate. No entanto, os regulamentos actuais estipulam que 30% da tripulação segura de todos os outros tipos de embarcações deve ser europeia, seja Estados-Membros da UE e não pertencentes à UE, ou cidadãos de países de língua oficial portuguesa. Este requisito aplicável aos navios só pode ser eliminado quando devidamente justificado.

#### Empresas de iates
As empresas proprietárias de iates devidamente registadas no MIBC têm acesso a um desconto de 20% nas taxas de registo e anuais devidas ao MAR, além de todos os outros benefícios decorrentes do CINM aplicáveis a empresas devidamente licenciadas.

#### Isenção de IVA nas aquisições de iates
Desde que a importação ocorra fora de Portugal, embora feita por uma empresa portuguesa, não haverá responsabilidade do IVA em Portugal, pois o iate não entrará em águas portuguesas e não estará, certamente, sujeito a desembaraço aduaneiro no território português. No entanto, as autoridades fiscais portuguesas podem, no entanto, solicitar uma prova do pagamento do IVA no exterior em caso de inspeção.
Por outro lado, se a aquisição do iate for feita através de uma empresa portuguesa (devidamente licenciada no MIBC ou não) e o navio for contabilizado como parte de seu ativo móvel fixo, o Regime de Fornecimento Intra-Comunitário de Bens deve Aplique. Neste caso, a Empresa Madeira deve usar o mecanismo de cobrança reversa do IVA (faz a declaração da compra (IVA pago) e da venda do fornecedor (IVA pago) na sua declaração de IVA. Desta forma, as duas entradas cancelam-se mutuamente. uma perspectiva de pagamento à vista no mesmo retorno).

#### Direito hipotecário
Um sistema flexível de hipoteca aplica-se aos navios registados no MAR, permitindo que o hipoteca e a hipoteca escolham, mediante contrato por escrito, o sistema legal de um país em particular que governará os termos da hipoteca. Apenas em caso de falta de acordo, a lei portuguesa das hipotecas é aplicável aos navios registados.

#### Classificação de embarcações
As pesquisas de iates registrados no MAR podem ser delegadas em sociedades de classificação ou em outras entidades reconhecidas devidamente aprovadas pelo Governo Português. De acordo com as regras atuais do registro, apenas oito sociedades de classificação são reconhecidas como competentes para realizar pesquisas no MAR: American Bureau of Shipping, Bureau Veritas, Det Norske Veritas, Lloyd's Register, Registro Italiano Navale, Rinave Portuguesa, Germanischer Lloyd e ClassNK.

#### Convenções Internacionais
Dado que a Madeira é parte integrante de Portugal e da UE, todas as convenções internacionais, quer pela OMI quer pela OIT, ratificadas por Portugal são totalmente aplicáveis e vinculativas ao MAR.

## Importância Económica
Em 2017, o CINM representou 20% da receita total do Governo Regional da Madeira e 50% da receita total de impostos corporativos da região autónoma. Segundo o vice-presidente do governo regional, Pedro Calado, a receita é crucial para manter a autonomia fiscal da região da República.
Em 31 de Dezembro de 2017, o emprego gerado pelas empresas licenciadas no Centro Internacional de Negócios da Madeira era o seguinte, por sector:
- 2259 trabalhadores foram empregados no sector de serviços internacionais;
- 727 trabalhadores estavam empregados no sector da Zona Franca Industrial;
- 5349 trabalhadores eram tripulantes de embarcações registadas no Registo Internacional de Navios da Madeira.

Em 2018, o CINM foi responsável por gerar 13,3% da receita tributária total do arquipélago e 42,8% da receita tributária total das empresas. Esse montante de impostos gerados equivalia a mais 33,3% do total das despesas incorridas pelo Governo Regional no sistema regional de saúde.
Em 2020, a Vice-Presidência do Governo Regional da Madeira, na apresentação do Orçamento Regional para 2020, confirmou que o PIB da Madeira cresceu 5,1% em 2019 (muito acima da média nacional). No seu relatório à Assembleia Legislativa da Madeira, o Governo informou que esse crescimento económico se devia ao substancial PIB gerado pelo Centro Internacional de Negócios da Madeira.

### Registo Internacional de Navios da Madeira
Segundo relatórios divulgados pela OCDE e pelas Nações Unidas, o Registo Internacional de Navios da Madeira (MAR) classificou, em 2019, o top 15 do mundo e o top 3 da Europa, logo após Malta e Chipre. Em 30 de junho de 2018, havia 635 navios registados.

### Avaliação de impacto da Universidade Católica Portuguesa
De acordo com o estudo publicado pela Universidade Católica Portuguesa, em 4 de abril de 2019, todas as empresas que beneficiam do Centro Internacional de Negócios da Madeira deixam de operar:
- A Madeira sofreria uma perda equivalente a 10,4% do VAB gerado em 2015;
- Entre 3600 e 6400 pessoas na ilha perderiam o emprego (ou seja, entre 2,67% e 5,02% da força de trabalho da ilha ficariam desempregadas);
- A dívida pública do Governo Regional aumentaria consideravelmente, a fim de compensar os efeitos negativos acima mencionados, piorando o trabalho do governo no ano passado para regularizar os gastos públicos.
- Actualmente, a Zona Franca da Madeira é responsável por mais de 17% de toda a receita fiscal da Região,[40] de acordo com dados oficiais da Autoridade Tributária. Adicionalmente, as empresas da ZFM empregavam no final de 2015 mais de 2.700 pessoas, aproximadamente 2,5% da população activa da Madeira.

### Avaliação de impacto da Universidade de Coimbra
A 30 de abril de 2022, a comunicação social e o JPP divulgaram as conclusões do estudo realizado pela Universidade de Coimbra, a pedido do Governo português, onde afirmava que caso o Centro Internacional de Negócios da Madeira deixasse de existir, os contribuintes portugueses seriam obrigados a subsidiar não só os cofres do Governo Regionai da Madeira, mas também a economia insular devido à enorme recessão económica que o fim dos benefícios fiscais trariam à Madeira e ao Porto Santo.

## Críticas e auditoria
O CINM atraiu críticas consideráveis por sua baixa tributação em relação ao continente português e devido aos escândalos em torno de um pequeno número de empresas nele licenciadas. Após a publicação dos Panama Papers, a comissão de inquérito do Parlamento Europeu sobre o escândalo e críticas de eurodeputados como Ana Gomes e Markus Febber, a Comissão Europeia iniciou em 2018 uma auditoria ao CINM. A auditoria diz respeito aos postos de trabalho criados durante o chamado Regime III, que foi aplicado entre 2007 e 2014, sendo os benefícios fiscais aplicáveis até 2020.

### Resposta das partes interessadas madeirenses
Após a auditoria ao regime pela Comissão Europeia, o Governo Português, o Governo Regional da Madeira, a Sociedade de Desenvolvimento da Madeira e a Associação de Comércio e Indústria do Funchal-Câmara de Comércio e Indústria da Madeira iniciaram uma campanha para defender o regime fiscal da Região Autónoma da Madeira. A referida campanha envolveu a solicitação, à Universidade Católica , de estudo económico e de sustentabilidade sobre a importância do regime fiscal para economia da ilha, bem como o preenchimento de uma queixa formal e um parecer jurídico à avaliação preliminar da Comissão Europeia sobre o regime fiscal.